# Wratnik
Wratnik (bułg. Вратник) – przełęcz w Starej Płaninie o długości około 10 km. Przełęcz jest znana też pod nazwą Żelezni wrata (bułg. Железни врата), z powodu usytuowania tam twierdzy obronnej w średniowieczu. Do 1942 przełęcz nosiła nazwę Demir kapija (bułg. Демир капия). Jako przejście między północną i południową Bułgarią, Wratnik był używany jeszcze w czasach pierwszego państwa bułgarskiego. Umownie stanowi granicę między Średnią Starą Płaniną i Wschodnią Starą Płaniną. Położony jest na wysokości 1097 m n.p.m.
Tworzy go obniżenie między częściami Starej Płaniny zwanymi Eleno-Twyrdiszka Płanina (Елено-Твърдишка планина) i Kotlenska Płanina (Котленска планина), które pozwala na przejście Bałkanu z północy na południe. Podejście i dojście drogą na grzbiet górski wiedzie przez dorzecza Starej reki na północnej i dopływu Tundży na południowej stronie pasma. Połączenie tych warunków naturalnych pozwoliło na stworzenie połączenia drogowego z Wielkiego Tyrnowa i Eleny w Kotlinie Eleńskiej do Sliwenu.
Koło przełęczy Wratnik znajduje się Aglikina poljana – znany punkt zbiorczy hajduków. Miejsce to należy do obiektów chronionych w Bułgarii i ma status obszaru chronionego. Na Aglikinej poljanie organizuje się spotkania z pieśniami ludowymi znane jako Święto Hajductwa (bułg. Прослава на хайдутството – Prosława na hajdutstwoto).